# Заступник міністра оборони США

Місце заступника міністра оборони США в ієрархії воєнного відомства

Засту́пник міні́стра оборо́ни США (англ. United States Deputy Secretary of Defense) (DepSecDef) — відповідно до 10-го розділу Кодексу США — друга вища посадова особа міністерства оборони США, яка відповідає за питання національної безпеки.

## Статус
Заступник міністра оборони США є другою за посадою людиною міністерства оборони, яку призначає особисто Президент США, з дозволу та затвердження рекомендації Сенатом країни. Відповідно до закону це має бути тільки цивільна особа (щонайменше 7 років звільнення з дійсної військової служби), яка має право керувати усім міністерством оборони, і всі питання міністра оборони має право вирішувати він.
Нині з 8 лютого 2021 року посаду заступника міністра оборони США обіймає Кетлін Гікс.

## Список заступників міністра оборони США
| №. | Фото | Ім'я                     | Перебування на посаді        | Перебування на посаді         | Перебування на посаді | Керівник МО Секретар оборони                               | Призначення Президентом США |
| №. | Фото | Ім'я                     | Початок                      | Кінець                        | Час у посаді діб      | Керівник МО Секретар оборони                               | Призначення Президентом США |
| -- | ---- | ------------------------ | ---------------------------- | ----------------------------- | --------------------- | ---------------------------------------------------------- | --------------------------- |
| 1  |      | Стівен Ерлі              | 2 травня 1949 10 серпня 1949 | 9 серпня 1949 30 вересня 1950 | 516                   | Луїс Артур Джонсон Джордж Маршалл                          | Гаррі Трумен                |
| 2  |      | Роберт Ловетт            | 4 жовтня 1950                | 16 вересня 1951               | 552                   | Джордж Маршалл                                             | Гаррі Трумен                |
| 3  |      | Вільям Чепмен Фостер     | 24 вересня 1951              | 20 січня 1953                 | 484                   | Роберт Ловетт                                              | Гаррі Трумен                |
| 4  |      | Роджер Мартін Кайс       | 2 лютого 1953                | 1 травня 1954                 | 1184                  | Чарлз Ервін Вілсон                                         | Дуайт Ейзенхауер            |
| 5  |      | Роберт Бернард Андерсон  | 3 травня 1954                | 4 серпня 1955                 | 458                   | Чарлз Ервін Вілсон                                         | Дуайт Ейзенхауер            |
| 6  |      | Рубен Робертсон молодший | 5 серпня 1955                | 25 квітня 1957                | 629                   | Чарлз Ервін Вілсон                                         | Дуайт Ейзенхауер            |
| 7  |      | Дональд Куорлз           | 1 травня 1957                | 8 травня 1959                 | 737                   | Чарлз Ервін Вілсон Ніл МакЕлрой                            | Дуайт Ейзенхауер            |
| 8  |      | Томас Гейтс              | 8 червня 1959                | 1 грудня 1959                 | 176                   | Ніл МакЕлрой                                               | Дуайт Ейзенхауер            |
| 9  |      | Джеймс Гендерсон Дуглас  | 11 грудня 1959               | 24 січня 1961                 | 410                   | Томас Гейтс Роберт Макнамара                               | Дуайт Ейзенхауер            |
| 10 |      | Розвелл Гілпатрик        | 24 січня 1961                | 20 січня 1964                 | 1091                  | Роберт Макнамара                                           | Джон Фіцджеральд Кеннеді    |
| 11 |      | Сайрус Венс              | 28 січня 1964                | 30 червня 1967                | 1249                  | Роберт Макнамара                                           | Ліндон Джонсон              |
| 12 |      | Пол Нітце                | 1 липня 1967                 | 20 січня 1969                 | 569                   | Роберт Макнамара Кларк Кліффорд                            | Ліндон Джонсон              |
| 13 |      | Девід Пакард             | 24 січня 1969                | 13 грудня 1971                | 1053                  | Мелвін Лейрд                                               | Річард Ніксон               |
| 14 |      | Кеннет Раш               | 23 лютого 1972               | 29 січня 1973                 | 341                   | Мелвін Лейрд                                               | Річард Ніксон               |
| 15 |      | Білл Клементс            | 30 січня 1973                | 20 січня 1977                 | 1451                  | Елліот Річардсон Джеймс Шлезінгер Дональд Рамсфелд         | Річард Ніксон               |
| 16 |      | Роберт Еллсворт          | 23 грудня 1975               | 10 січня 1977                 | 384                   | Дональд Рамсфелд                                           | Джеральд Форд               |
| 17 |      | Чарльз Вільям Дункан     | 31 січня 1977                | 26 липня 1979                 | 906                   | Гарольд Браун                                              | Джиммі Картер               |
| 18 |      | Вільям Грем Клейтор      | 24 серпня 1979               | 16 січня 1981                 | 511                   | Гарольд Браун                                              | Джиммі Картер               |
| 19 |      | Френк Карлуччі           | 4 лютого 1981                | 31 грудня 1982                | 695                   | Каспар Вайнбергер                                          | Рональд Рейган              |
| 20 |      | Вільям Пол Теєр          | 12 січня 1983                | 4 січня 1984                  | 357                   | Каспар Вайнбергер                                          | Рональд Рейган              |
| 21 |      | Вільям Говард Тафт IV    | 3 лютого 1984                | 22 квітня 1989                | 1905                  | Каспар Вайнбергер Френк Карлуччі Дік Чейні                 | Рональд Рейган              |
| 22 |      | Дональд Етвуд            | 24 квітня 1989               | 20 січня 1993                 | 1367                  | Дік Чейні                                                  | Джордж Герберт Вокер Буш    |
| 23 |      | Вільям Перрі             | 5 березня 1993               | 3 лютого 1994                 | 335                   | Лес Еспін                                                  | Білл Клінтон                |
| 24 |      | Джон Дейч                | 11 березня 1994              | 10 травня 1995                | 425                   | Вільям Перрі                                               | Білл Клінтон                |
| 25 |      | Джон Патрік Уайт         | 22 червня 1995               | 15 липня 1997                 | 754                   | Вільям Перрі Вільям Коен                                   | Білл Клінтон                |
| 26 |      | Джон Хамре               | 29 липня 1997                | 31 березня 2000               | 976                   | Вільям Коен                                                | Білл Клінтон                |
| 27 |      | Руді де Леон             | 31 березня 2000              | 1 березня 2001                | 335                   | Вільям Коен Дональд Рамсфелд                               | Білл Клінтон                |
| 28 |      | Пол Вулфовіц             | 2 березня 2001               | 13 травня 2005                | 1533                  | Дональд Рамсфелд                                           | Джордж Вокер Буш            |
| 29 |      | Гордон Річард Інгленд    | 13 травня 2005 4 січня 2006  | 3 січня 2006 11 лютого 2009   | 236 1134              | Дональд Рамсфелд Роберт Гейтс                              | Джордж Вокер Буш            |
| 30 |      | Вільям Лінн III          | 12 лютого 2009               | 5 жовтня 2011                 | 965                   | Роберт Гейтс Леон Панетта                                  | Барак Обама                 |
| 31 |      | Ештон Картер             | 6 жовтня 2011                | 4 грудня 2013                 | 789                   | Леон Панетта Чак Гейгель                                   | Барак Обама                 |
| —  |      | Крістін Фокс ТВО         | 5 грудня 2013                | 1 травня 2014                 | 149                   | Чак Гейгель                                                | Барак Обама                 |
| 32 |      | Роберт Ортон Ворк        | 1 травня 2014                | 14 липня 2017                 | 1170                  | Чак Гейгель Ештон Картер Джеймс Меттіс                     | Барак Обама                 |
| 33 |      | Патрік Шенаген           | 19 липня 2017                | 23 червня 2019                | 704                   | Джеймс Меттіс (ТВО)                                        | Дональд Трамп               |
| —  |      | Девід Норквіст ТВО       | 1 січня 2019                 | 23 липня 2019                 | 203                   | Патрік Шенаген (ТВО) Марк Еспер (ТВО) Річард Спенсер (ТВО) | Дональд Трамп               |
| —  |      | Річард Спенсер ТВО       | 23 липня 2019                | 31 липня 2019                 | 1834                  | Марк Еспер                                                 | Дональд Трамп               |
| 34 |      | Девід Норквіст           | 31 липня 2019                | 8 лютого 2021                 | 558                   | Марк Еспер Ллойд Остін                                     | Дональд Трамп               |
| 35 |      | Кетлін Гікс              | 8 лютого 2021                | 20 січня 2025                 | 1442                  | Ллойд Остін                                                | Джо Байден                  |
| 36 |      | Стів Файнберг            | 17 березня 2025              |                               |                       | Піт Гегсет                                                 | Дональд Трамп               |

## Нотатки
1. ↑  як "заступник секретаря оборони"
2. ↑  як "заступник секретаря оборони" ("Deputy Secretary of Defense")
3. ↑  як ТВО заступника міністра оборони США

## Офіційний сайт
- U.S. Department of Defence [Архівовано 5 грудня 2009 у Wayback Machine.]